# Riihimäki Cocks
Il Riihimäki Cocks è una squadra di pallamano maschile finlandese con sede a Riihimäki. Con 13 campionati, oltre a 11 Coppe di Finlandia e 4 titoli Baltici, è la seconda squadra di pallamano più titolata del paese dopo il Bollklubben-46 di Karis.

## Palmarès

### Competizioni nazionali
Campionato finlandese: 13
- 13x (2007, 2008, 2009, 2010, 2013, 2014, 2015, 2016, 2017, 2018, 2019, 2021, 2025)
- 4x (1978, 1979, 2005, 2011)
- 4x (1998, 2000, 2006, 2012)

 Coppa di Finlandia: 11
- 11x (2007, 2008, 2010, 2011, 2013, 2015, 2016, 2017, 2018, 2019, 2023)

### Competizioni internazionali
Baltic Handball League: 4
- 4x (2016, 2017, 2018, 2019)
- 3x (2010, 2013, 2015)
- 1x (2014)